# Дальгрен, Ева
Ева Дальгрен (швед. Eva Dahlgren, род. 9 июня 1960 года в Умео, Швеция) — шведская поп-певица и писательница.

## Биография
Дальгрен открыл музыкант и продюсер Бруно Гленмарк в 1978 году после появления на телешоу «Sveriges magasin» и её дебютного альбома «Finns det nån som bryr sej om», который вышел в том же году. В 1979 году она заняла третье место на национальном музыкальном конкурсе Melodifestivalen (победитель этого конкурса представляет Швецию на Евровидении). Она гастролировала по Швеции в 1987 году вместе с группой Roxette, тур посетили более 100 000 человек. Карьера Дальгрен шла в гору, она выпускала несколько альбомов в 1980-е, но её прорыв в Швеции произошёл в 1991 году после выхода альбома «En blekt blondins hjärta», который продался общим тиражом более полумиллиона копий, принеся исполнительнице пять премий Grammis.

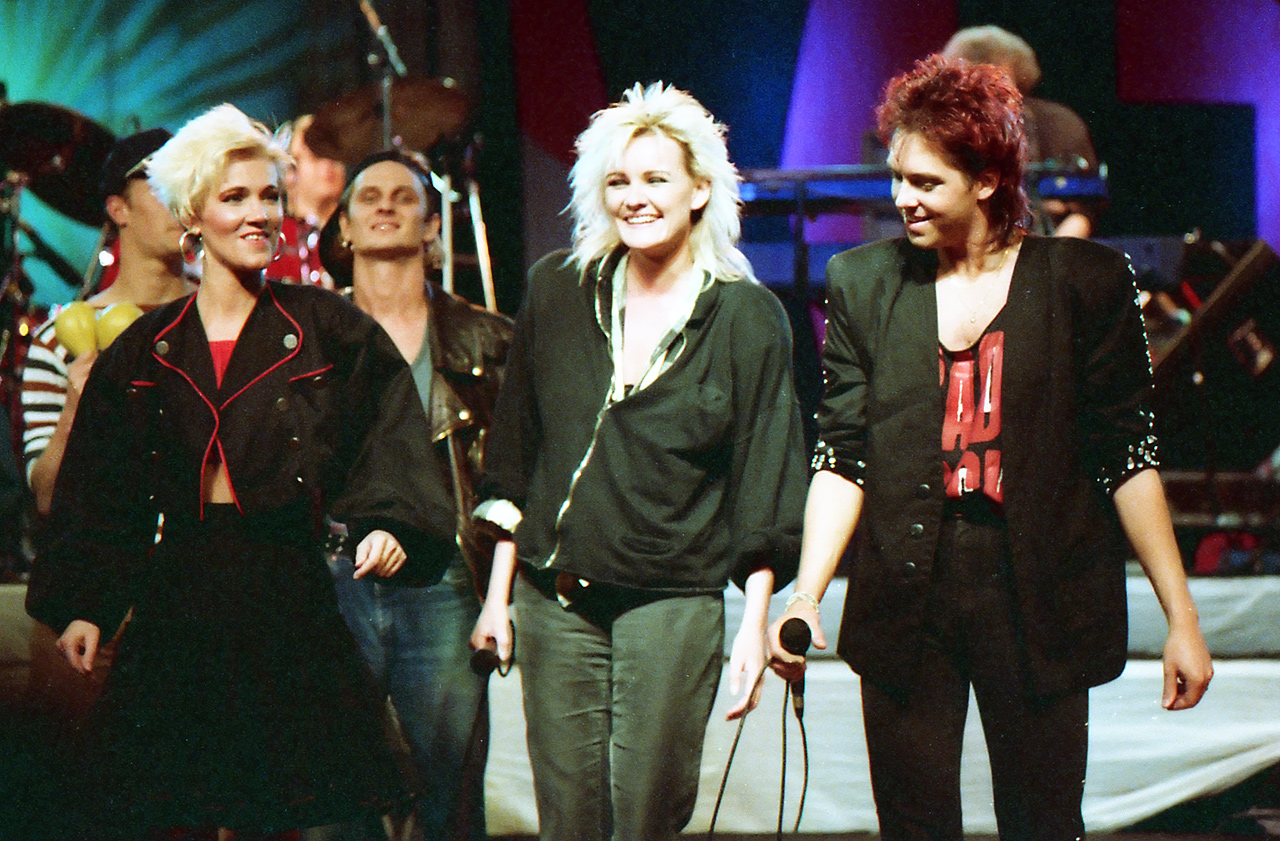
Roxette и Ева Дальгрен во время Rock Runt Riket tour в 1987 году

В июле и августе 2008 года Ева Дальгрен гастролировала по Швеции, Норвегии и Финляндии вместе с Петером Йёбакком. Тур назывался «Himlen är inget tak», также был выпущен одноимённый сингл.

## Личная жизнь

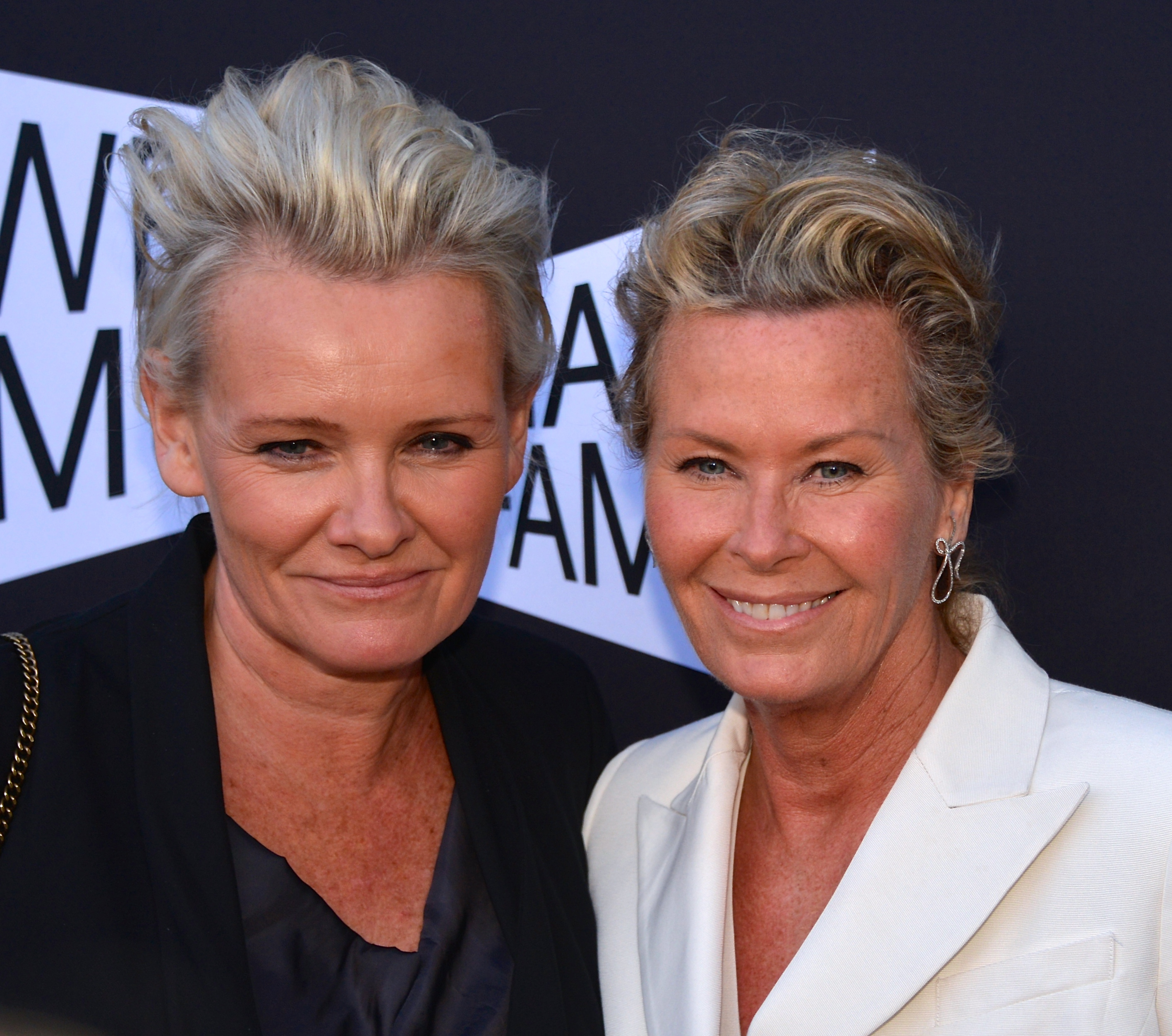
Ева Дальгрен и Евфа Аттлинг на открытии музея ABBA 6 мая 2013 года.

В 1996 году Дальгрен появилась на первых полосах шведских газет после того, как совершила каминг-аут, заключив гражданский союз с дизайнером ювелирных украшений Евфой Аттлинг. В связи с гражданским партнёрством, Дальгрен изменила свою фамилию на Dahlgren-Attling. В 2009 году девушки поженились после того, как в Швеции был принят гендерно-нейтральный закон о браке.

## Дискография
(В скобках указаны максимальные позиции релизов в Шведском чарте альбомов)
- 1978: Finns det nån som bryr sig om (#23)
- 1980: Eva Dahlgren (#25)
- 1981: För väntan (#2)
- 1982: Tvillingskäl (#8)
- 1984: Ett fönster mot gatan (#2)
- 1984: Känn mig
- 1987: Ung och stolt (#2)
- 1989: Fria Världen 1.989 (#3)
- 1991: En blekt blondins hjärta (#1)
  - 1992: Eva Dahlgren (англоязычная версия альбома En blekt blondins hjärta)
- 1992: För minnenas skull (double CD) (1978—1992) (#10)
- 1995: Jag vill se min älskade komma från det vilda (#2)
- 1999: Lai Lai (#1)
- 1999: LaLaLive (#5)
- 2005: Snö (#2)
- 2007: En blekt blondins ballader (1980—2005) (#1)
- 2007: Petroleum och tång (#3)
- 2016: Jag sjunger ljuset (#4)

Сборники
- 2012: Tid — Urval av sånger 1980 till nu
- 2012: Original Album Classics

## Синглы
(В скобках указаны пиковые позиции в Шведском чарте синглов)
- 1989: «Ängeln i rummet» (#4)
  - (английская версия: «Angel in My Room»)
- 1991: «Gunga mig» (#40)
- 1991: «Vem tänder stjärnorna» (#4)
  - (английская версия: «I’m not in Love with You»)
- 1991: «Kom och håll om mig» (#27)
  - (английская версия: «Just Want You to Love Me»)
- 1994: «Tro på varann» (Уно Свеннингссон и Ева Дальгрен (#22)
- 1999: «Underbara människa» (#41)
- 2005: «När jag längtar» (#17)
- 2006: «Äventyr» (EP) (#58)
- 2008: «Himlen är inget tak» (Ева Дальгрен и Петер Йёбакк) (#36)

## Награды

### Rockbjörnen
Дальгрен выигрывала самую престижную музыкальную премию Швеции Rockbjörnen в категории «Лучшая шведская артистка» три раза: в 1981, в 1984 и в 1991 годах..
Согласно списку победителей Grammis за все годы IFPI Ева Дальгрен занимает третью строчку по количеству обладаний премией из всех шведских музыкантов. Больше неё наград только у Пера Гессле (10 штук) и группы Kent (16 штук).
Жена Дальгрен Евфа Аттлинг стала дизайнером новой статуэтки Grammis, которая вручается с 2008 года (за достижения в 2007 году).